# Lengyel Pál (nyomdász)

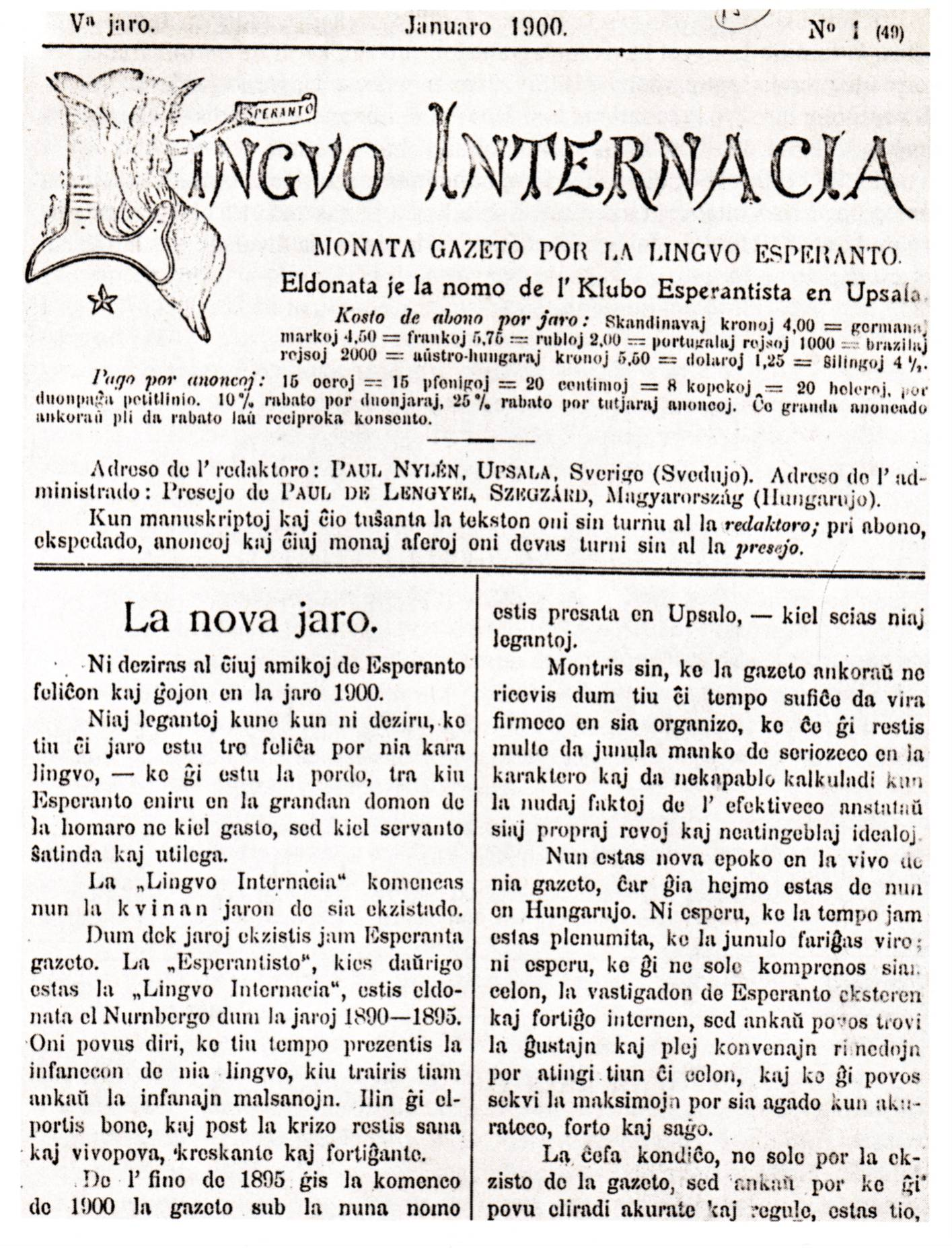
Lingvo Internacia (1900)

Lengyel Pál Hugó (Paul de Lengyel, Paŭlo Lengyel, Regéczi Hugó) (Szabadka, 1868. április 1. – Budapest, 1932. október 4.) eszperantista, nyomdász, újságíró, az eszperantó nyelvű lapkiadás úttörője.

## Életpályája
Lengyel Géza tanár és Juhász Mária házasságából született. Gyermekéveiről szinte semmit nem tudunk. Születésének történetét később maga áprilisi tréfaként írta meg egy irodalmi pályázatra. Korán árvaságra jutott, nagyanyjánál nevelkedett; a gimnázium első éveit Pécsett végezte.
1883-ban került Szekszárdra nyomdásztanoncnak. Tanulóévei után hosszabb útra indult, hogy ismereteit tökéletesítse. Járt Pesten, majd a szepességi városokban; ekkor fordult meg Regécen is, ahonnan írói álnevét kölcsönözte. A vándorévek után hivatalnoki állást kapott Szekszárdon; megnősült, négy gyermeke született.
1895. szeptember 10-én nyomdát nyitott a szekszárdi Mérey utca 7. számú házban. 1897-ben Lengyel kezébe került a Barabás Ábel által készített első, magyarok számára megjelent eszperantó nyelvkönyv reklámja. Rögtön rendelt belőle, és elkezdte tanulni az akkor 10 éves nyelvet. Két nappal később levelet küldött Uppsalába Paul Nylénnek, aki a Lingvo Internacia (Nemzetközi Nyelv) című folyóirat szerkesztő-kiadója volt.
1900-ban a folyóirat már Szekszárdon jelent meg, szerkesztője és kiadója is Lengyel lett. 1904-ben Lengyelt és családját Párizsba hívták, és ott igazgatói állást kínáltak neki egy nyomdában. Itt találkozott a nyelv megalkotójával, Zamenhoffal 1905-ben. A nyomda több folyóiratot adott ki eszperantó és francia nyelven. Első magyarként a nyelv fejlődéséért felelős legmagasabb fórum, az Eszperantó Akadémia (ekkori nevén Lingva Komitato – Nyelvi Bizottság) tagja.
Az első világháború idején a családot, munkatársakat a magyarokkal, németekkel együtt internálták. 1919 júniusában Budapestre szállították a magyar internáltakat, itt kaptak Lengyelék is lakást. A háború után a megélhetésért küzdött a család; az eszperantóval kevesebbet foglalkozott.

Szinte teljesen elhagyatva halt meg Budapesten.

## Emlékezete
- Kiadványaiból bőséges anyagot őriz az ún. Fajszi-gyűjtemény, mely ma már az Országos Idegennyelvű Könyvtár része.
- Szekszárdon az egykori nyomda falán kétnyelvű emléktábla őrzi emlékét.
- A Lengyel nyomda alapításának 2005-ben volt a 110 éves évfordulója, amely alkalomból a Dombóvári Helytörténeti Múzeumban őrzött Lengyel szedőregált[2] Erky-Nagy Tibor tipográfus restaurálta és kiállította 2005. március 15-én.
- 2010. május 24-én a pécsi Eszperantó Parkban emléktáblát avattak tiszteletére.
- 2012. július 19-én Szekszárdon az újvárosi római-katolikus templom melletti parkban a Nemzetközi Katolikus Eszperantista Szövetség 65. kongresszusának keretében táblát avattak tiszteletére.[3]

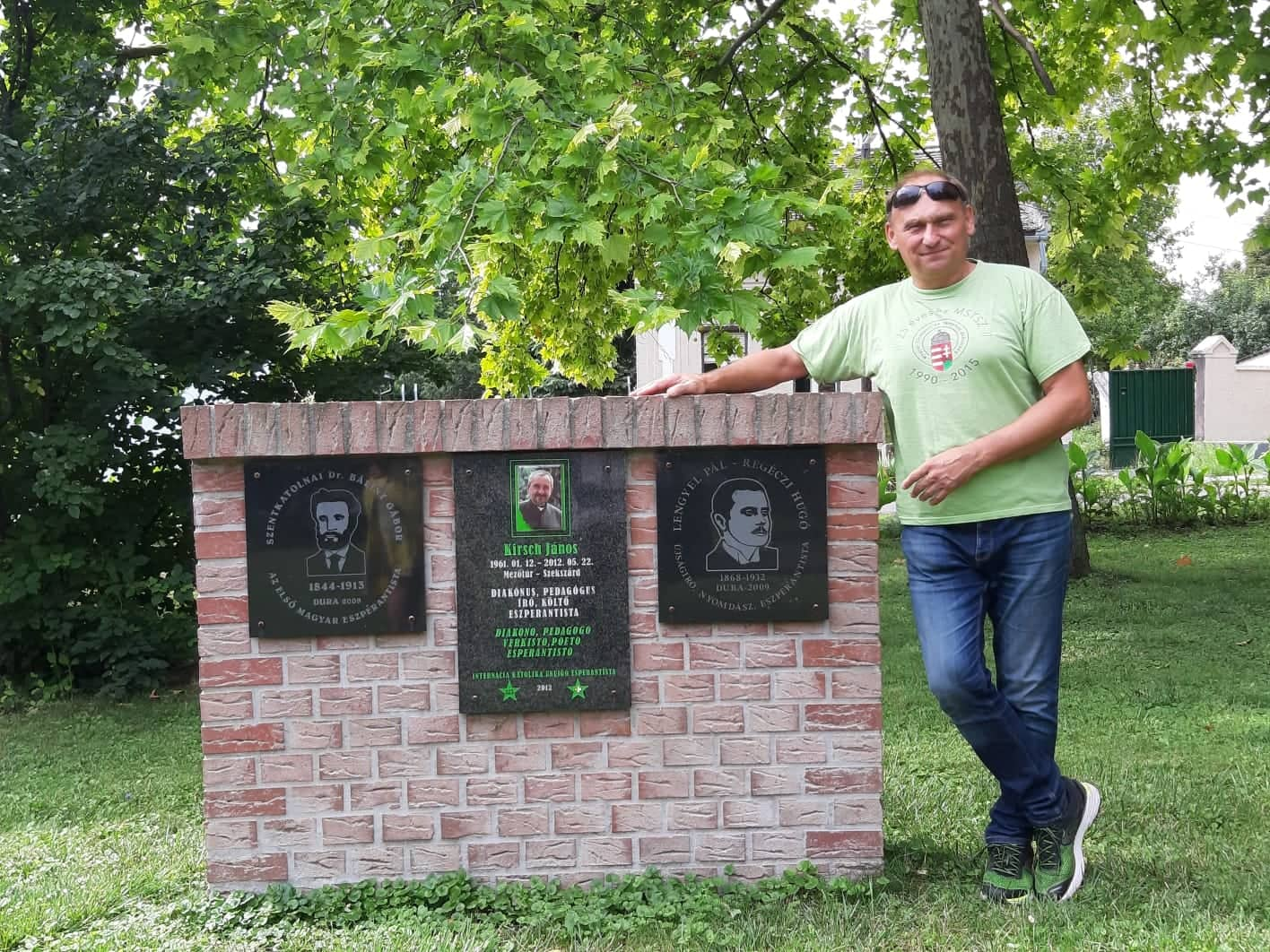
Lengyel Pál szekszárdi emléktáblájánál Nagy János MESZ gazdasági alelnök – 2020
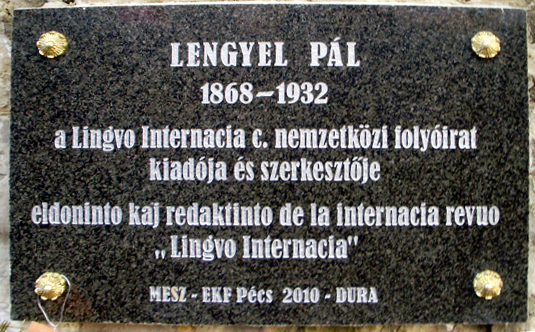
Emléktáblája a pécsi Eszperantó Parkban
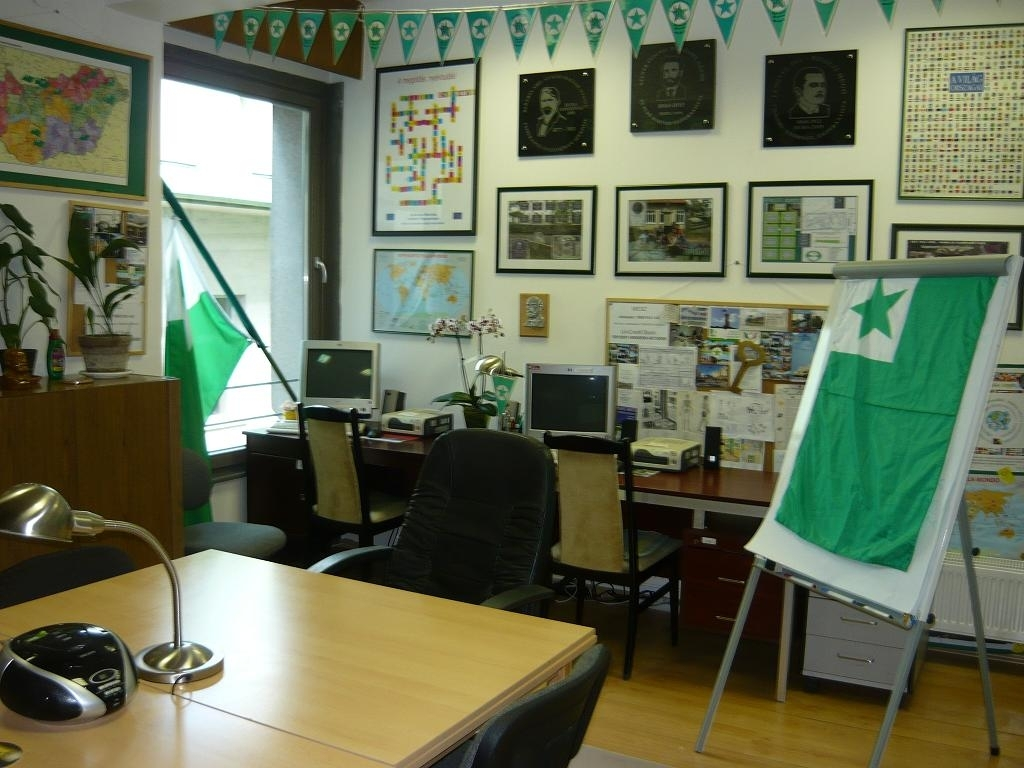
Emléktáblája a MESZ irodában Budapesten